# Beaufort (Regno Unito)
Beaufort è un centro abitato community  del Galles, situato nel distretto di contea di Blaenau Gwent.